# 4216 Neunkirchen
4216 Neunkirchen (1988 AF5) là một tiểu hành tinh vành đai chính được phát hiện ngày 14 tháng 1 năm 1988 bởi Henri Debehogne ở La Silla.